# 高輪台站
高輪台站（日语：／ Takanawadai eki */?）是位於日本東京都港區白金台二丁目，屬於東京都交通局（都營地下鐵）淺草線的鐵路車站。車站編號是A 06。

## 歷史
- 1968年（昭和43年）11月15日：都營地下鐵1號線高輪台站開業。
- 1978年（昭和53年）7月1日：1號線改稱為淺草線。
- 2009年（平成21年）8月8日：A1出口移設[2]。
- 2011年（平成23年）1月5日：月台與大廳間設置輪椅用樓梯昇降機[3]。
- 2013年（平成25年）6月1日：業務委託化。

### 站名由來
因位於高輪地區的高地（高台）而命名。但車站所在地的原地名為白金猿町（しろかねさるまち）。
本站在開設計畫當時曾以此一帶的二本榎（にほんえのき）作為暫時站名「二本榎站」。

## 車站構造
本站月台為島式月台1面2線設計。
由於月台以鑽挖方法建造，故月台兩端設有數條通道（類似構造的車站還有東京地下鐵千代田線國會議事堂前站）。而車站兩端連接的隧道也是鑽挖方法建造。
本站曾是都營地下鐵旗下最深的車站（離地面18.2米），也是首個安裝扶手電梯的車站。
2009年度本站的A1出口遷到現址，並加設扶手電梯和升降機。同時站內也進行改建工程。
本站月台與大堂的連接只有一處電梯和樓梯，但月台近泉岳寺一邊設有逃生通道，事故時可用作疏散乘客。
車站業務已委託給東京都營交通協力會。

### 月台配置
| 月台 | 路線   | 目的地                                                       |
| ---- | ------ | ------------------------------------------------------------ |
| 1    | 淺草線 | 五反田、中延、西馬込方向                                     |
| 2    | 淺草線 | 押上、京成本線、北總線、成田機場、（泉岳寺轉乘）京急本線方向 |

（來源：都營地下鐵:車站構內圖 （页面存档备份，存于））

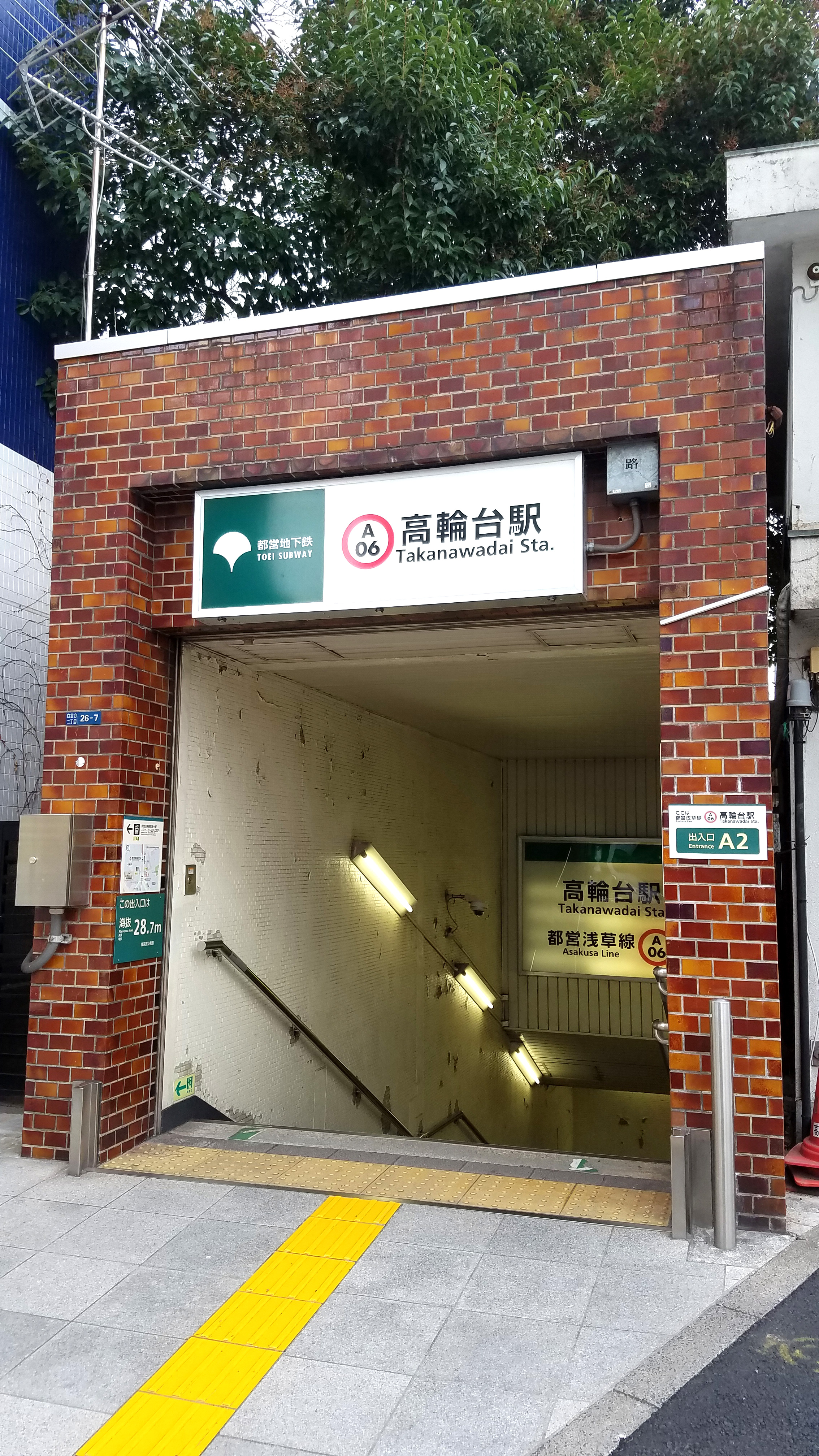
A2出口（2022年3月）
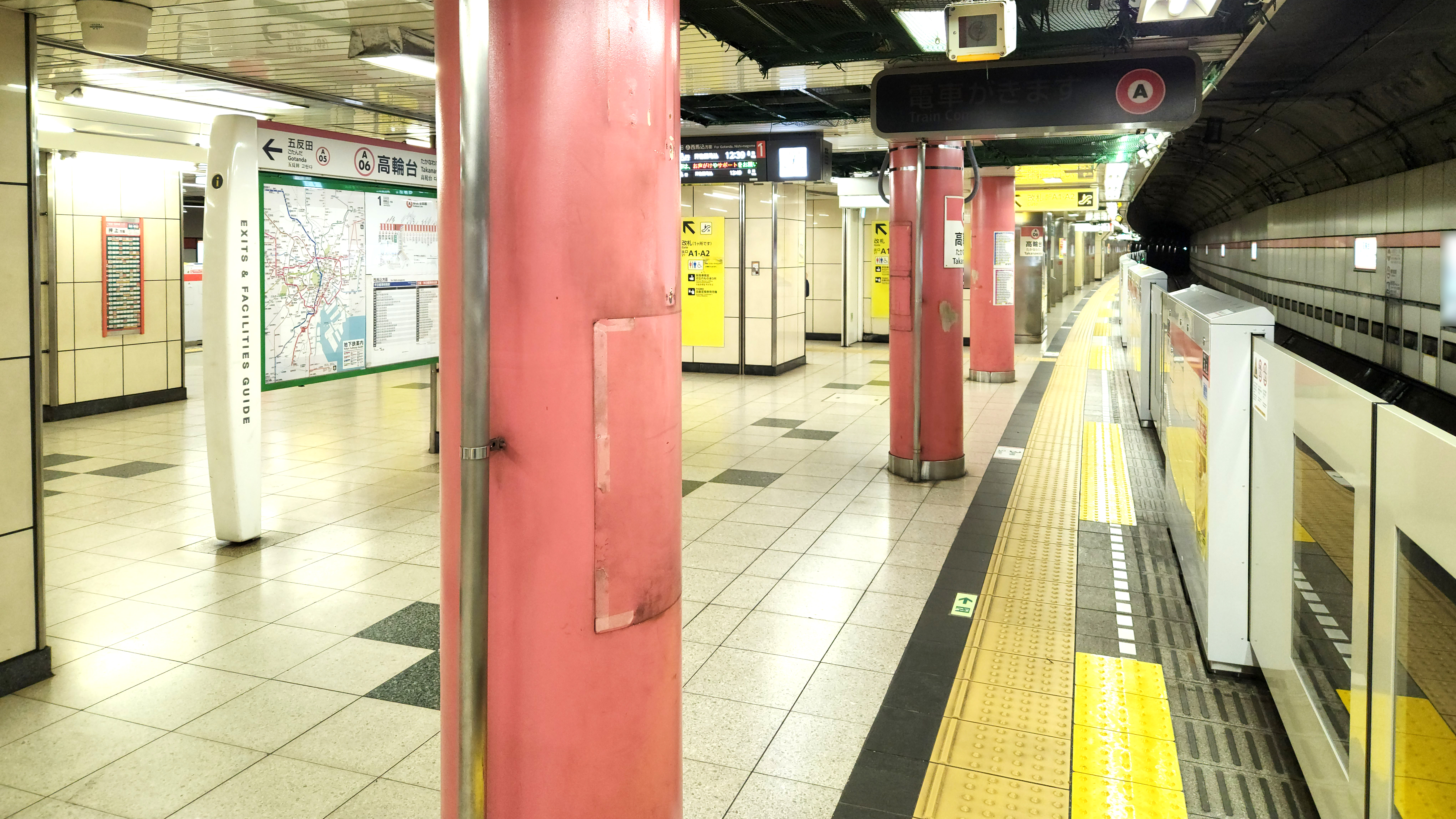
月台（2023年7月）

## 利用狀況
2017年度1日平均上下車人次為14,822人（上車人次：7,233人、下車人次：7,589人）。
各年度1日平均上下車、上車人次如下表。
| 年度               | 1日平均 上下車人次 | 1日平均 上車人次 | 來源     |
| ------------------ | ------------------ | ---------------- | -------- |
| 1990年（平成02年） |                    | 7,707            | [ * 1 ]  |
| 1991年（平成03年） |                    | 8,033            | [ * 2 ]  |
| 1992年（平成04年） |                    | 8,255            | [ * 3 ]  |
| 1993年（平成05年） |                    | 8,153            | [ * 4 ]  |
| 1994年（平成06年） |                    | 8,085            | [ * 5 ]  |
| 1995年（平成07年） |                    | 7,484            | [ * 6 ]  |
| 1996年（平成08年） |                    | 7,447            | [ * 7 ]  |
| 1997年（平成09年） |                    | 7,493            | [ * 8 ]  |
| 1998年（平成10年） |                    | 7,389            | [ * 9 ]  |
| 1999年（平成11年） |                    | 7,232            | [ * 10 ] |
| 2000年（平成12年） |                    | 6,808            | [ * 11 ] |
| 2001年（平成13年） |                    | 6,167            | [ * 12 ] |
| 2002年（平成14年） |                    | 5,973            | [ * 13 ] |
| 2003年（平成15年） | 12,465             | 5,970            | [ * 14 ] |
| 2004年（平成16年） | 11,987             | 5,710            | [ * 15 ] |
| 2005年（平成17年） | 12,334             | 5,874            | [ * 16 ] |
| 2006年（平成18年） | 12,696             | 6,044            | [ * 17 ] |
| 2007年（平成19年） | 12,922             | 6,202            | [ * 18 ] |
| 2008年（平成20年） | 13,041             | 6,334            | [ * 19 ] |
| 2009年（平成21年） | 12,385             | 6,036            | [ * 20 ] |
| 2010年（平成22年） | 12,400             | 6,033            | [ * 21 ] |
| 2011年（平成23年） | 12,548             | 6,115            | [ * 22 ] |
| 2012年（平成24年） | 13,358             | 6,474            | [ * 23 ] |
| 2013年（平成25年） | 13,491             | 6,548            | [ * 24 ] |
| 2014年（平成26年） | 14,090             | 6,865            | [ * 25 ] |
| 2015年（平成27年） | 14,814             | 7,226            | [ * 26 ] |
| 2016年（平成28年） | 14,921             | 7,273            | [ * 27 ] |
| 2017年（平成29年） | 14,822             | 7,233            |          |

## 車站周邊
- 地域醫療機能推進機構東京高輪醫院（日语：地域医療機能推進機構東京高輪病院）[4]
- 高輪格蘭王子大飯店（日语：グランドプリンスホテル高輪）
- 新高輪格蘭王子大飯店（日语：グランドプリンスホテル新高輪）
- 畠山紀念館（日语：畠山記念館）
- 明治學院大學
- 物流博物館（日语：物流博物館）（本站步行7分）

### 巴士路線
最近的巴士站是櫻田通上的高輪台站前。以下路線由東京都交通局運行。
- 反94系統：往赤羽橋站、往五反田站[11]

距離稍遠的新高輪格蘭王子大飯店前也列在導覽中，這裡可搭乘品93系統往目黑站前、往大井競馬場前以及品97系統往品川站高輪口。

## 相鄰車站
都營地下鐵
 淺草線
五反田（A 05）－高輪台（A 06）－泉岳寺（A 07）

## 來源
東京都統計年鑑
1. ↑  .   [2017-07-30]. （原始内容存档于2016-03-05）.
2. ↑  .   [2017-07-30]. （原始内容存档于2016-03-05）.
3. ↑  .   [2017-07-30]. （原始内容存档于2013-08-15）.
4. ↑  .   [2017-07-30]. （原始内容存档于2013-02-03）.
5. ↑  .   [2017-07-30]. （原始内容存档于2013-02-03）.
6. ↑  .   [2017-07-30]. （原始内容存档于2013-02-03）.
7. ↑  .   [2017-07-30]. （原始内容存档于2013-02-03）.
8. ↑  .   [2017-07-30]. （原始内容存档于2016-03-04）.
9. ↑  東京都統計年鑑（平成10年）PDF
10. ↑  東京都統計年鑑（平成11年）PDF
11. ↑  .   [2017-07-30]. （原始内容存档于2016-03-04）.
12. ↑  .   [2017-07-30]. （原始内容存档于2016-03-04）.
13. ↑  .   [2017-07-30]. （原始内容存档于2017-07-29）.
14. ↑  .   [2017-07-30]. （原始内容存档于2017-07-29）.
15. ↑  .   [2017-07-30]. （原始内容存档于2017-07-29）.
16. ↑  .   [2017-07-30]. （原始内容存档于2017-07-29）.
17. ↑  .   [2017-07-30]. （原始内容存档于2017-07-29）.
18. ↑  .   [2017-07-30]. （原始内容存档于2017-07-29）.
19. ↑  .   [2017-07-30]. （原始内容存档于2017-07-29）.
20. ↑  .   [2017-07-30]. （原始内容存档于2016-03-26）.
21. ↑  .   [2017-07-30]. （原始内容存档于2016-03-27）.
22. ↑  .   [2017-07-30]. （原始内容存档于2016-03-25）.
23. ↑  .   [2017-07-30]. （原始内容存档于2016-03-27）.
24. ↑  .   [2017-07-30]. （原始内容存档于2016-03-22）.
25. ↑  .   [2017-07-30]. （原始内容存档于2017-07-30）.
26. ↑  .   [2017-07-30]. （原始内容存档于2018-11-09）.
27. ↑  .   [2019-02-03]. （原始内容存档于2019-05-02）.

## 外部連結
- 高輪台 - 東京都交通局